# Meine & Liebig

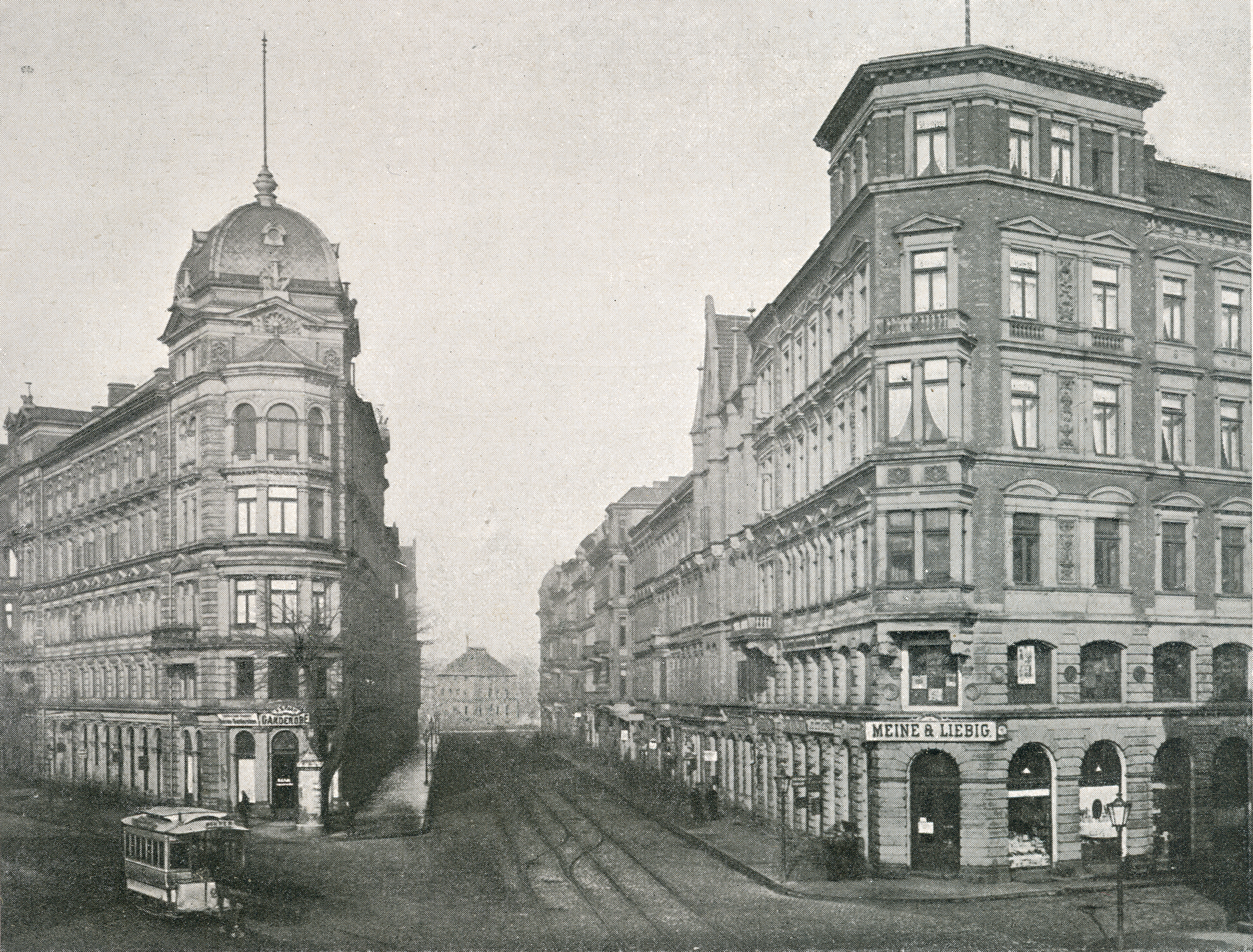
Um 1878: Meine & Liebig (rechts) im Gebäude Kanalstraße 11 Ecke Nordmannstraße und Georgstraße, aus der von links eine Pferdebahn der hannoverschen Straßenbahn ins Bild fährt

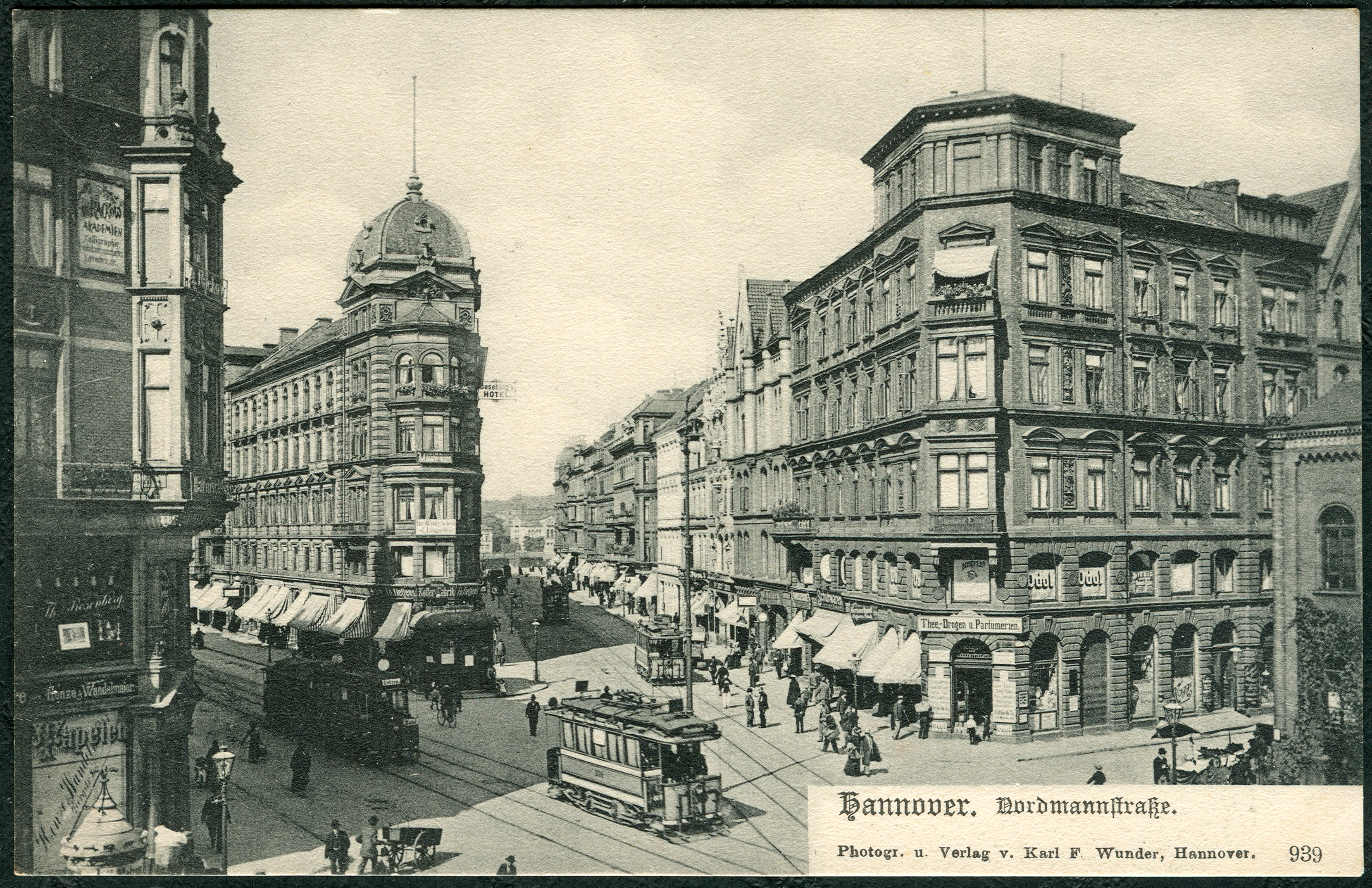
Um 1900: Nach dem Verkauf des Drogengeschäftes durch Meine & Liebig warb der Einzelhandel im Laden Kanalstraße 11 – hier noch vor dem Haus Cohen – nun mit „Thee,- Drogen und Parfümerien“ auch anderer Hersteller;
Ansichtskarte Nummer 939 von Karl F. Wunder, Lichtdruck

Das Unternehmen Meine & Liebig gilt als älteste Backpulver- und Puddingpulverfabrik in Deutschland. Das Warenzeichen des im 19. Jahrhundert gegründeten Unternehmens mit verschiedenen Standorten in Hannover war das Wortzeichen Liebig sowie das Bild- und Wortzeichen Bäckerjunge. Heute gibt es Liebig noch als französische Marke, die auf die Herstellung von Suppen spezialisiert ist und zur spanischen GBfoods-Gruppe gehört.

## Geschichte

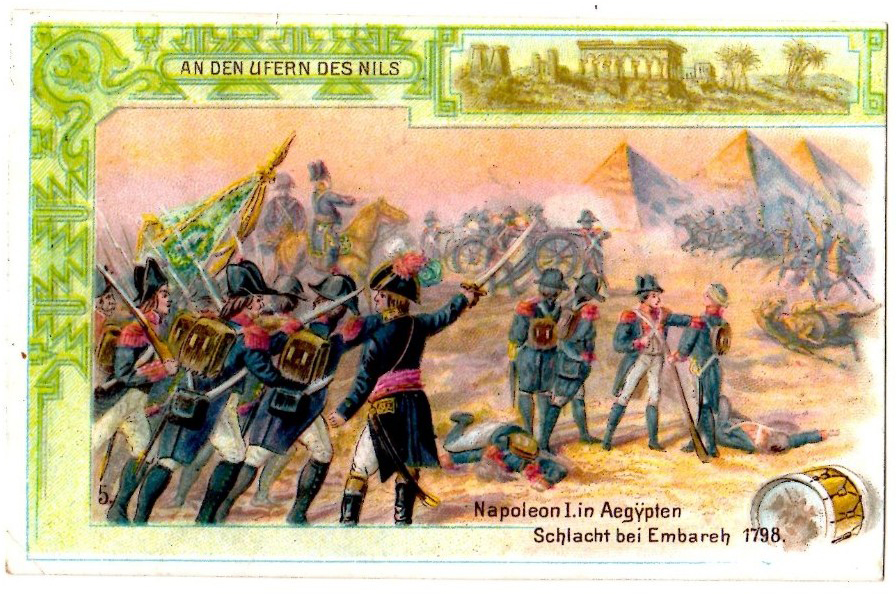
Ein Sammelbild von „Liebig’s Manufactory“ als vielfarbige Chromolithographie

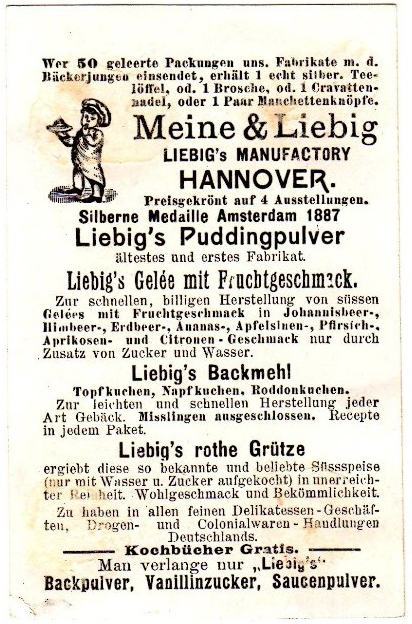
Rückseite des Sammelbilds mit Informationen zu Auszeichnungen und beispielsweise Werbung wie beispielsweise „Kochbücher gratis“

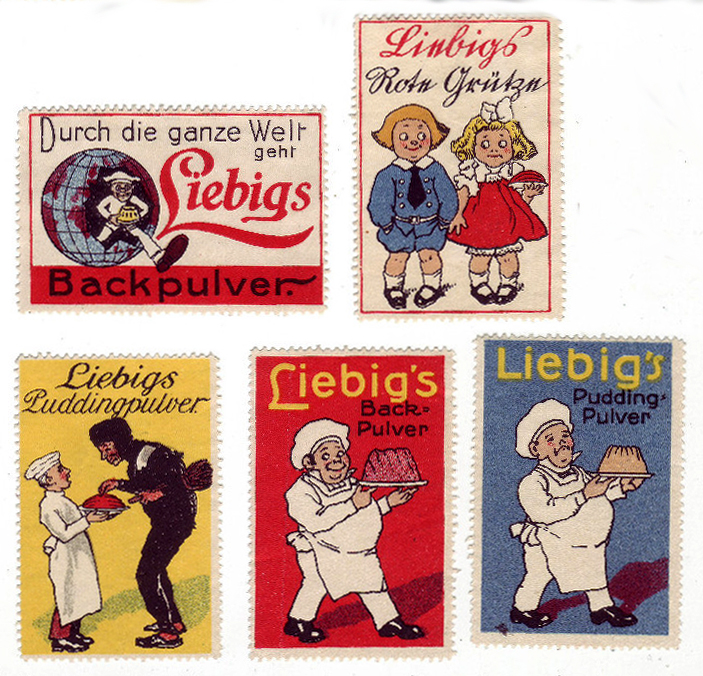
Verschiedenen Reklamemarken für Liebigs Backpulver, Puddingpulver und Rote Grütze

In Hannover wurde Backpulver nach der Rezeptur des Chemikers Justus von Liebig zunächst ab Anfang 1869 von der Fabrik chemischer Produkte und Farbewaaren Hartmann & Hauers, Holzmarkt 4, angeboten. Diese empfahl es anfangs weniger für den privaten Hausgebrauch, sondern vor allem, mit Zentnerpreisen versehen, zum Brotbacken für Bäcker und Weiterverarbeiter im Wochenblatt für Handel und Gewerbe:

„Backpulver, welches beim Backen als Ersatz der Hefe oder des Sauerteigs dient, den Nährwert des Brotes beträchtlich vermehrt und stets unverändert aufbewahrt werden kann.“

Bald darauf eröffneten am 15. Februar 1872 die beiden Apotheker Albert Eduard Meine und Franz Sonnefeld eine Drogenhandlung mit Hauptsitz im Haus Schillerstraße 16 sowie einem Zweiggeschäft im Haus Theaterstraße 15. Zu den Mitarbeitern zählte ein Neffe von Justus von Liebig, der aus Darmstadt nach Hannover gezogene Chemiker Georg Ferdinand Liebig. Nachdem sich der Verkauf des Liebig-Backpulvers an die Endverbraucher anfänglich nur zögerlich entwickelte und die Umsätze bescheiden ausfielen, da die Hausfrauen Back- oder auch Puddingpulver bisher nicht kannten, wurde zunächst vor allem ein „[…] selbstthätiges Backmehl“ angeboten, dem bereits Backpulver zugesetzt war.
Nach dem Ausscheiden von Franz Sonnefeld am 14. Februar 1877 wurde Georg Ferdinand Liebig Mitinhaber des Unternehmens, das nun unter Meine & Liebig firmierte. Sodann wurde das Drogengeschäft verlegt in das Eckgebäude zur Nordmannstraße, damals mit der Adresse Kanalstraße 11, ein 1878 von den Architekten Ferdinand Wallbrecht und Emil Schreiterer entworfenes massives Wohn- und Geschäftshaus im Stil der Neorenaissance mit Ladenzeile im Erdgeschoss und einem Zwischengeschoss. Lage
Etwa zur selben Zeit wurde das erste eigene Fabrikgebäude für die Herstellung von Back- und Puddingpulver auf dem Grundstück Rumannstraße 1 errichtet. Zudem wurden auf der Allgemeinen Gewerbeausstellung der Provinz Hannover von 1878 die von Meine & Liebig täglich frisch hergestellten Kuchen und Puddings in von dem Architekten Otto Goetze eigens entworfenen Mobiliar dem Publikum zur Verkostung präsentiert.
Ebenfalls 1878 fanden die Produkte von Meine & Liebig auf der Pariser Weltausstellung zahlreiche Abnehmer. Da insbesondere Großbritannien an den Fabrikaten interessiert war, wurde die Firma aus Gründen des Marketings in Liebigs Manufactory von Meine & Liebig geändert, wobei sich der vorangestellte Name Liebig umsatzfördernd auswirkte. Der Export setzte jedoch bald auch in die Niederlande ein, nach Belgien und Schweden sowie Südamerika. 1891 wurde das Drogengeschäft verkauft, um sich ganz auf die Produktion von Back- und Puddingpulver zu konzentrieren. Obwohl der Begriff Fertignahrungsmittel noch nicht etabliert war, fanden sich neben den Produkten von Meine & Liebig Ende der 1870er Jahre Begriffe anderer Anbieter auf dem Markt, beispielsweise Liebig’s Fleischextrakt, Nestlé-Kindermehl und Timpes Kraftgries.
Aufgrund der steigenden Produktion wurde die Fabrik an der Rumannstraße bald durch einen Neubau ersetzt, um dort dann Geleepulver, Saucenpulver, Vanillinzucker, Rote Grütze und Eispulver zu produzieren. Daneben wurde aber auch kaltflüssiges Baumwachs, Glaskitt und Krebssuppe hergestellt. Für weitere neu erfundene Produkte und die steigende Nachfrage kamen um die Jahrhundertwende bald auch neue Maschinen zum Einsatz.
Nachdem bereits 1877 Meine & Liebigs kaltflüssiges Baumwachs sowohl in Erfurt als auch in Hannover prämiert worden war, kamen weitere Auszeichnungen für Produkte des Unternehmens hinzu, etwa 1887 in Amsterdam eine Silberne Medaille.
1894 betrat der Apotheker August Oetker in Bielefeld den Markt für Backpulver; dort konnten sich jedoch nur wenige Arbeiter bei Wochenlöhnen zwischen 15 und 29 Mark eine Tüte für 10 Pfennig leisten.
Das Adressbuch der Stadt Hannover von 1900 verzeichnete vier Puddingpulver-Fabriken und einen Hersteller von Backpulver:
1. Hannoversche Puddingpulver-Fabrik Adolf Vogeley
2. E. C. F. Herrmann, „Gelée-Extrakt-, Puddingpulver- u. Früchtefabriken en gros u. Export“
3. August Rischkopf, „Fabrik für Gewürz-Extracte, ätherische Öle, Brauselimonaden, Essenzen, giftfreie Farben für Bäcker und Konditoren“
4. Hannoversche Frucht-Gelee-Extract-Fabrik „Ceres“ Gallenkamp und Walkemeyer (für beide Branchen genannt)[4]

Im selben Adressbuch fanden sich die Begründer der Branche jedoch nicht hier, sondern unter der Rubrik Chemische Produktefabriken.
Nachdem 1909 die Kartonagefabrik des verstorbenen Wilhelm Lohse durch Liebigs Manufactory Meine & Liebig aufgekauft worden war, wurde der Sitz des Unternehmens am 15. November 1911 in größere Räumlichkeiten unter der Adresse Im Moore 37a verlegt. Rund ein Jahr später firmierte man ab dem 24. Dezember 1912 dann wieder als Meine & Liebig – ebenfalls zu Weihnachten desselben Jahres wurde Josef Meine und Justus Liebig, den Söhnen der Unternehmensgründer, Prokura erteilt.
Justus Liebig fiel als Soldat im Ersten Weltkrieg im Jahr 1918. 1921 schied der Unternehmens-Mitbegründer Albert Eduard Meine durch Tod aus, gefolgt von Georg Ferdinand Liebig am 1. Mai 1926 aus Altersgründen. 1927 wurde Meine & Liebig durch die Inhaber Josef Meine und Hermann Uhl geführt.
Zur Zeit des Zweiten Weltkriegs fand sich Meine & Liebig noch 1943 im Adressbuch der Stadt Hannover gelistet.

## Schriften
- Liebig’s Pflanzengelée. Hannover o. J. (um 1920; 15 Seiten)

## Archivalien
Archivalien von und über Meine & Liebig finden sich beispielsweise
- als um 1878 entstandene Fotografie 10,2 cm × 13,5 cm mit dem Titel Blick in die Nordmannstraße von der Georgstraße aus im Historischen Museum Hannover[1]